# Kim Jae-ung
Kim Jae-ung (김재웅?; ... – 10 agosto 2013) è stato un allenatore di pallacanestro sudcoreano.

## Carriera
Ha guidato la Corea del Sud a due edizioni dei Campionati mondiali (1994, 1998).
Ha inoltre guidato la Thailandia ai Campionati asiatici del 2007.